# زیبا نشسته
زیبا نشسته (به انگلیسی: Sitting Pretty) نام فیلمی کمدی محصول سال ۱۹۴۸ و آمریکا می‌باشد و روایتگر داستان خانواده ایست که مردی با گذشته مرمزو را استخدام می‌کند تا از بچه ها مراقبت کند. ستارگان این فیلم عبارت اند از: رابرت یانگ، مورین اوهارا و کلیفتون وب. این فیلم توسط والتر لنگ کارگردانی شده است.

## بازیگران
- رابرت یانگ
- مورین اوهارا
- کلیفتون وب
- ریچارد هایدن
- اد بگلی
- جان راسل
- جی. فارل مک‌دانلد
- ویلارد رابرتسن
- گریس همپتون